# La Hérelle
La Hérelle ist eine französische Gemeinde mit 238 Einwohnern (Stand 1. Januar 2022) im Département Oise in der Region Hauts-de-France; sie gehört zum Arrondissement Clermont und zum Kanton Saint-Just-en-Chaussée.

## Bevölkerungsentwicklung
- 1962: 165
- 1968: 173
- 1975: 148
- 1982: 148
- 1990: 153
- 1999: 162

## Sehenswürdigkeiten
Siehe: Liste der Monuments historiques in La Hérelle

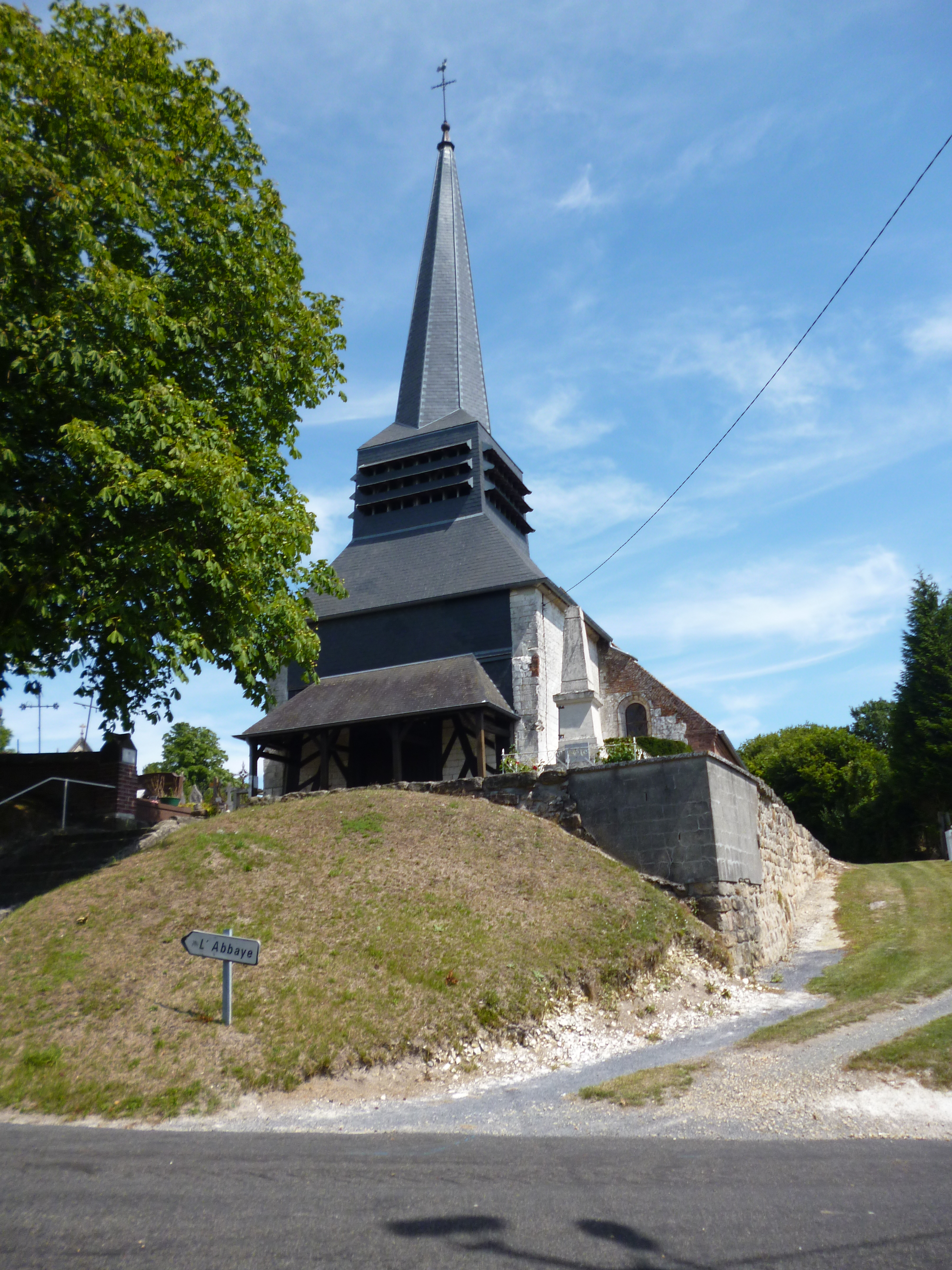
Kirche Saint-Nicolas